# Lukánské Apeniny
Lukánské Apeniny (italsky  Appennino lucano) je soubor horských pásem v Jižních Apeninách, na jihu Itálie. Nachází se v regionech Kampánie a Basilicata. Lukánské Apeniny se rozkládají jižně od průsmyku Sella di Conza ležícího východně od Salerna až k průsmyku Passo dello Scalone v Kalábrii. Nejvyšší horou Lukánských Apenin je Serra Dolcedorme (2 267 m) v masivu Pollino.

## Hlavní horské masivy
- Monti Alburni
- Monti della Maddalena
- Lukánské Dolomity
- Monte Volturino
- Monte Cervati
- Sirino
- Pollino

## Geologie
Lukánské Apeniny jsou složeny z vápenců a dolomitů z období triasu. Mají zaoblený reliéf na flyšových horninách.